# Cameron (Texas)
Cameron è una città e il capoluogo della contea di Milam nello Stato del Texas, negli Stati Uniti. La popolazione era di 5 306 abitanti al censimento del 2020.

## Geografia fisica
Secondo l'Ufficio del censimento degli Stati Uniti, ha una superficie totale di 5,23 mi² (13,55 km²).
Si trova all'incrocio tra le U.S. Highways 77 e 190, circa 71 miglia a nord-est di Austin, nel centro-nord della contea di Milam.

## Storia

### I primi anni
Poco dopo che il Texas divenne uno stato degli Stati Uniti, la legislatura del Texas autorizzò una commissione di sette membri per trovare un sito permanente per il capoluogo della contea di Milam. La commissione acquistò un tratto di 60 acri dall'headright di Daniel Monroe sul fiume Little nel 1846 e nominò la nuova comunità Cameron in onore di Ewen Cameron (1811–1843), un highlander scozzese di primo piano nella Rivoluzione texana e membro della spedizione di Mier durante la guerra con il Messico. Quando il tribunale di Cameron fu completato più tardi nello stesso anno, i documenti della contea furono trasferiti a Cameron da Nashville - una comunità situata lungo il fiume Brazos che aveva servito come capoluogo della contea di Milam durante il periodo in cui il Texas era una Repubblica indipendente. La nuova città lottò a causa della sua posizione isolata con la ferrovia più vicina a cinquanta miglia di distanza. Tra la fine degli anni 1840 e gli inizi degli anni 1850, furono fatti diversi tentativi per navigare nel fiume Little, al fine di dare a Cameron un più facile accesso alle rotte commerciali. I tentativi più riusciti si verificarono nel 1850, dopo che le forti piogge fecero salire il fiume. J.W. McCown Sr. persuase il capitano Basil M. Hatfield a portare il suo battello a vapore "Washington" attraverso la parte superiore del Brazos fino al fiume Little. Il battello a vapore e la merce trasportata causarono grande entusiasmo tra la gente del posto e si tenne una festa di due giorni quando la barca si fermò a due miglia e mezzo ad est di Cameron. Nonostante questo, tuttavia, la navigazione del fiume era impraticabile su base regolare e luoghi come Port Sullivan e Nashville si svilupparono come dominanti centri del commercio della contea di Milam durante gli anni 1850 e 1860. Una maggiore concorrenza arrivò negli anni 1870 quando fu fondata la vicina Rockdale sulla International-Great Northern Railroad. Di fronte a queste sfide, alcuni residenti della contea di Milam cominciarono a chiedersi se Cameron dovesse rimanere il capoluogo della contea invece della città di Rockdale, che prospera. Le elezioni si tennero nel 1874 e nel 1880 sulla questione con i risultati che andavano a favore del mantenimento dello status quo.

### L'Incorporazione e la crescita
Nel 1881 si installò a Cameron la Gulf, Colorado and Santa Fe Railway, che contribuì a migliorare l'economia locale e, conseguentemente, a far crescere la popolazione nel periodo successivo. Nel sessennio tra il 1878 e il 1884, il numero totale degli abitanti salì da circa 500 a 800, con un aumento del 60%. Cameron aveva tentato l'incorporazione nel 1856, nel 1866 e nel 1873, ma ogni volta l'atto costitutivo veniva lasciato scadere. Fu ufficialmente incorporata nel 1889. La San Antonio and Aransas Pass Railway arrivò nel 1890, dando alla città un'altra spinta positiva. Nel 1892, la popolazione si fermò a quasi 2 000 abitanti.
Sebbene il cotone dominasse l'economia di Cameron durante il XIX secolo, il XX secolo portò industrie più diversificate. La scoperta del petrolio nella vicina contea di Williamson nel 1915 spinse i residenti della contea di Milam ad avviare la propria esplorazione. Il giacimento petrolifero di Minerva-Rockdale fu scoperto nel 1921 e offrì nuove opportunità di investimento. Negli anni 1920 e 1930, diverse aziende produttrici di latte stavano operando a Cameron, compresa la Kraft-Phenix Cheese Corporation. Al censimento del 1930, la popolazione era di 4 565 abitanti. Questa cifra salì a 5 040 nel 1940.

### I tempi moderni
Gli abitanti di Cameron ricevettero opportunità di lavoro molto necessarie negli anni 1950 quando l'Aluminum Company of America costruì un impianto a sud-ovest di Rockdale. I lavori nello stabilimento, così come l'industria della lignite che forniva la potenza dell'impianto, rivatilizzarono l'economia della contea di Milam. L'impianto fu chiuso nel 2009. Tra il 1950 e il 1960, Cameron registrò un aumento di 588 abitanti, da 5 052 a 5 640.
Questo livello di crescita non continuò comunque. La Texas and New Orleans Railroad chiuse la linea a sud di Cameron a Giddings. La Southern Pacific, che aveva acquistato la Texas and New Orleans, chiuse la linea a nord di Cameron a Rosebud. La popolazione continuò a sperimentare lievi fluttuazioni per tutto il resto del XX secolo.
Dal 27 al 31 maggio 2010 un campeggio nelle vicinanze di Cameron ospitò il festival Burning Flipside, che portò oltre 2 400 campeggiatori attraverso Cameron.

## Società

### Evoluzione demografica
Secondo il censimento del 2020, la popolazione era di 5 306 abitanti.